# إيمة متفاوتة
إيمة ملتحمة (الاسم العلمي:Imma confluens) هي نوع من الحشرات تتبع جنس الإيمة من فصيلة الإيميات.